# Hans Küng
Hans Küng (sinh ngày 19 tháng 3 năm 1928 – mất 6 tháng 4 năm 2021) là một linh mục và giáo sư thần học Công giáo người Thụy Sĩ. Năm 1962 ông được bổ nhiệm là cố vấn thần học cho công đồng Vaticanô II. Từ năm 1995 cho tới tháng 3 năm 2013, ông là Chủ tịch của quỹ từ thiện Đạo đức Toàn cầu (Stiftung Weltethos). Küng tự xem mình là "một linh mục Công giáo với quan niệm tốt", nhưng Tòa thánh Vatican đã tước quyền dạy thần học Công giáo của ông. Năm 1979, ông phải rời bỏ khoa dạy về lý thuyết Công giáo, nhưng vẫn tiếp tục giảng dạy thần học Đại kết tại Đại học Tübingen và trở thành giáo sư danh dự từ năm 1986. Mặc dù Küng bị cấm dạy thần học Công giáo, Tòa thánh vẫn không tước bỏ vị trí trong giáo hội của ông.

## Tiểu sử và sự nghiệp

### Quá trình học lấy tiến sĩ
Hans Küng sinh ra tại thành phố Sursee thuộc bang Lucrene của Thụy Sĩ. Ông là con trai của một người thợ giày. Từ năm 1935 đến 1948 ông theo học các trường tiểu và trung học ở Sursee and Lucerne, tốt nghiệp trung học vào năm 1948 tại. Từ năm 1948 đến 1951 ông học triết học và từ năm 1951 đến 1955 học thần học tại Đại học Giáo hoàng Grêgôriô ở Roma. Ông đặt nhiều sự chú ý và ham thích vào các tiết học nói về sự cứu rỗi dành cho những người không theo đạo Thiên Chúa và những người lạc đạo. Trong thời gian du học ở Roma Küng tham dự các buổi học ở chủng viện Pontificium Collegium Germanicum et Hungaricum de Urbe vào mỗi buổi sáng, trước bữa điểm tâm, và thực hành nửa giờ chiêm nghiệm về giáo lý trong lễ ban thánh thể, chuẩn bị bởi các Betrachtungspuncta vào đêm trước đó. Ngoài ra, trong mỗi năm Küng cũng dành ra từ 3-8 ngày thực hành hoạt động chiêm nghiệm về nội dung của Thánh kinh và Kitô giáo trong yên lặng, một hoạt động mà Giáo hội gọi là "Exercitia spiritualia".
| “            | Trong thời gian 7 năm ở Rôma, quá trình tu tập được tận tâm bồi đắp và lan tỏa cùng một lúc. Tôi trải nghiệm việc cầu nguyện với tất cả sự nghiệm túc, ngày này qua tháng nọ, trong sự tĩnh mịch tuyệt đối dưới các bài thánh ca tiếng La Tinh và các bài hát tiếng Đức trong các Thánh lễ do giám mục chủ trì hoặc các Thánh lễ Cao cấp của Giáo hoàng tổ chức tại Vương cung thánh đường Thánh Phêrô. Bên cạnh việc tổ chức Tiệc Thánh hằng ngày, còn phải thực hiện các nghĩa vụ của chủng sinh trường Pontificium Collegium Germanicum: cầu nguyện vào buổi sáng, buổi tối và thực hiện lễ Chầu Thánh Thể sau bữa ăn trưa và chiều trong các nhà nguyện cộng đồng, cầu nguyện trước bữa ăn trong nhà ăn tu viện. Trước bữa ăn chiều còn phải đọc kinh cầu nguyện và đôi khi phải cầu kinh buổi chiều và cầu kinh vào buổi lễ cuối ngày. Thực vậy, việc cầu nguyện không được phép sao nhãng trong quá trình tu học, nó cũng sẽ có thể tốt trước các cộng đồng tu sĩ khác. | ” |
| — Hans Küng, | |   |

Trong quá trình tu học, Küng lần lần tiếp cận với các phương thức cầu nguyện mức độ cao hơn. Ông tỏ ra háo hức trong việc tu tập các phương thức này và đặt mục tiêu đạt được mức độ "cầu nguyện một mình". Küng thực hiện được phương thức này vài lần "với sự hiện hữu tràn đầy của Thiên Chúa và sự dư thỏa niềm vui nội tâm". Điều đó cần thiết cho việc thực hiện các hình thức cầu nguyện mức độ cao nhưng Küng thừa nhận là ông gặp nhiều khó khăn trong việc này.
| “            | Thật vậy, đôi khi chúng tôi bị tiêm nhiễm bởi những ý tưởng tội lỗi mang tính huyền bí, cao siêu và tâm linh, và điều này khiến chúng tôi gặp nhiều khó khăn khi cầu nguyện và thậm chí còn cảm thấy sợ hãi, nguyên do là chúng tôi vẫn chưa thể đạt tới tầng thức cao nhất được. | ” |
| — Hans Küng, | |   |

Năm 1954, Hans Küng thụ phong chức linh mục của giáo khu Basel tại Thụy Sĩ. Ông bỏ nhiều năm nghiên cứu bộ sách "Tín điều Kitô giáo" (Kirchlichen Dogmatik) do Karl Barths biên soạn. Sau khi hoàn thành chứng chỉ về triết học và thần học ở Rôma, từ năm 1955 đến 1957 Küng theo học tại Đại học Sorbonne và Học viện Công giáo Paris (Institut Catholique de Paris - ICP). Tại ICP ông hoàn thành luận án tiến sĩ mang tên "Công chính hóa. Học thuyết của Karl Barths và một suy niệm của Công giáo" (Rechtfertigung. Die Lehre Karl Barths und eine katholische Besinnung). Trong luận án này, Küng cố gắng hóa giải sự khác biệt giữa các tín hữu Tin Lành và Công giáo về vấn đề Chúa xá tội và công chính hóa cho người sa ngã. Về sau ông cũng là một trong những người soạn thảo Tuyên ngôn chung và Học thuyết Công chính hóa ban hành năm 1999. Sau khi hoàn tất khóa học tại Paris, Küng tiếp tục theo học ở Amsterdam, Berlin, Madrid and Luân Đôn. Sau khi tốt nghiệp, ông lại vùi đầu vào nghiên cứu triết học của Georg Wilhelm Friedrich Hegel.

### Cước chú
1. ↑  Luận án này được dịch sang tiếng Anh năm 1964 dưới tên gọi "Justification: The Doctrine of Karl Barth and a Catholic Reflection".[10]